# Molly Johnson
Molly Johnson (14 april 1959) is een Canadese jazz-, rock- en popzangeres.

## Biografie
Molly Johnson groeide op in Toronto. Ze is de jongste van de drie biologische kinderen van John en Suzanne Johnson en een geadopteerde neef van vaderskant behoort ook tot de familie. Haar oudere broer is de acteur en regisseur Clark Johnson, haar zus de actrice en zangeres Taborah Johnson (*1953). Haar ouders zijn geboren in de Verenigde Staten en hebben elkaar ontmoet in Zwitserland. Suzanne, die uit een rijke blanke familie kwam, voltooide daar haar opleiding, terwijl John Johnson terugkeerde naar Europa, nadat hij als GI had gediend in de Tweede Wereldoorlog en nadat hij geen van de beperkte studieplekken in de Verenigde Staten had gekregen. Het stel woonde eerst in Philadelphia en verhuisde daarna naar een chique wijk in Toronto, waar Molly Johnson en haar broers en zussen de enige kinderen met een donkere huidskleur op hun school waren. Haar moeder bood zich aan voor organisaties, zoals de Canadian University Service Overseas en zette zich in voor sociale vooruitgang, wat ook van invloed was op de houding van Molly Johnson.
Ed Mirvish (1914-2007), impresario en familievriend, contracteerde Molly en Clark Johnson halverwege de jaren 1960 voor de uitvoering van Porgy and Bess in het Royal Alexandra Theatre. Dit werd gevolgd door musicals als South Pacific en The Golden Rainbow, evenals optredens in tv-shows. Molly Johnson werd een kindsterretje. Ze volgde de Nationale Balletschool en was aanvankelijk van plan choreograaf te worden. In plaats daarvan ontwikkelde ze een toenemende interesse in muziek. Via haar zus kwam ze in contact met Canadese muzikanten als Domenic Troiano, een later bandlid van de James Gang en The Guess Who en wilde net als zij haar eigen nummers schrijven. Op 15-jarige leeftijd werd ze de leadzangeres van de discoband Chocolate Affair, die na een jaar uit elkaar ging. In 1979 richtte ze de rockband Alta Moda op met Norman Orenstein, die een contract tekende bij Sony en een radiohit scoorde (Julian). Dit werd later de band Infidels, die hardere rock speelde en bij I.R.S. Records een album met dezelfde naam uitbracht. Johnson werkte ook als achtergrondzangeres voor de Canadese band Helix, Jeff Healey en Tom Cochrane. Van rock wendde ze zich vervolgens steeds meer tot jazz en trad ze op in het voorprogramma van Ray Charles en B.B. King.
Ondanks de vroege start van haar carrière, liet Johnsons muzikale doorbraak lang op zich wachten. Nadat I.R.S. de samenwerking met de Infidels had beëindigd, overwoog ze de muziekbusiness te verlaten. Eind jaren 1990 stichtte ze een gezin en werd ze moeder van twee zoons. De producent en songwriter Steve MacKinnon wist haar echter te overtuigen om enkele jazznummers op te nemen. Op basis hiervan kwam in 2000 haar eerste soloalbum Molly Johnson uit, waarop Stéphane Grappelli te gast was. Kort daarna ging het verantwoordelijke label Song Corp failliet. De samenwerking met MacKinnon ging echter door. In de daaropvolgende jaren bracht Johnson nog drie jazzalbums uit, waaraan de leden van haar toerband (zangeres Colleen Allen, pianist Andrew Craig, bassist Mike Downes en drummer Mark McLean) bijdroegen. Haar tweede album Another Day werd in 2003 uitgebracht door Narada Jazz en bevat zowel elementen van jazzy pop en rock als reggae en r&b. Het was vooral succesvol in Frankrijk, waar het #79 in de hitlijsten bereikte en in totaal 35 weken in de top 150 bleef. Johnson toerde verschillende keren door Frankrijk en kon haar andere albums daar in de hitlijsten plaatsen.
Universal Music Canada bracht in 2006 Johnsons derde album Messin' Around uit, dat binnen 14 dagen werd opgenomen en nauwelijks werd bewerkt. Het wordt gedomineerd door jazz/popstukken, aangevuld met het Franse chanson Tristes Souvenir en Cover, waaronder het nummer Streets of Philadelphia van Bruce Springsteen. Met haar album Lucky (2008 bij A440 Entertainment), een verzameling jazzstandardstukken, won Johnson een Juno Award in de categorie «Vocal Jazz Album of the Year», nadat haar vorige albums consequent waren genomineerd voor de Juno.
Omdat Johnson zich tot jazz wendde, werd ze vanwege stilistische en tonale overeenkomsten vaak vergeleken met de Amerikaanse jazzzangeres Billie Holiday. Volgens haar eigen verklaringen irriteerde Johnson zich aan opmerkingen als 'Je bent net als Billie' en antwoordde ze met 'Ben je gek? Ik ben vanwege Billie'. Johnsons vader hield van haar en zorgde er, net als anderen van zijn generatie, voor dat ze niet een leven hoefde te leiden als Billie Holiday. In 2014 bracht Johnson het eerbetoonalbum Because Of Billie uit bij Universal Music Canada. Het bevat 14 stukken gerelateerd aan Billie Holiday, zoals Them There Eyes en What a Little Moonlight Can Do. Johnson nam het samen op met pianist Robi Botos, drummer Terry Clarke en bassist en trombonist Mike Downes.
In 2016 organiseerde Johnson het Kensington Market Jazz Festival, dat werd bijgewoond door meer dan 400 Canadese muzikanten. In 2018 werd haar album Meaning To Tell Ya uitgebracht door Universal Music Canada, dat tot stand kwam in samenwerking met producent Larry Klein. Drummer Davide DiRenzo, gitarist Justin Abedin, toetsenist Robi Botos, bassist Mike Downes, organist Pete Kuzma en gastsaxofonist Bob Sheppard waren ook betrokken. Het album bevatte zeven nieuwe nummers en drie interpretaties van klassieke stukken. Naast haar muziek zet Johnson zich in voor sociale kwesties. Ze richtte de Kumbaya Foundation op, die geld inzamelt voor de zorg voor mensen die besmet zijn met hiv en aids. Ze werkt tegen racisme en seksisme. In 2007 werd ze benoemd tot Officier in de Orde van Canada.

## Discografie
- 2000: Molly Johnson
- 2003: Another Day
- 2006: Messin' Around
- 2007: If You Know Love (Franse publicatie van Messin' Around)
- 2008: Lucky
- 2011: The Molly Johnson Songbook
- 2014: Because Of Billie
- 2018: Meaning To Tell Ya

- Bibliothèque nationale de France: cb145875965 (data)
- Gemeinsame Normdatei: 134797574
- International Standard Name Identifier: 0000 0000 7368 9604
- Library of Congress Control Number: no2004096916
- MusicBrainz: f5ffbd35-39a0-4a5c-80ac-6678928da8d5
- Nationale Bibliotheek van Tsjechië: xx0070272
- Système universitaire de documentation: 08348874X
- Virtual International Authority File: 32244314
- WorldCat: E39PBJyRyJDX9G3XK9xgYPBMfq